# Pécsi MFC
Pécsi Mecsek Football Club, cunoscut ca Pécsi MFC sau simplu PMFC, este un club de fotbal din Pécs, Ungaria. Echipa a fost fondată în 1973 prin fuziunea a 5 cluburi din oraș Pécsi Dózsa, Pécsi Ércbányász SC, Pécsi Helyiipari SK, Pécsi Bányász și Pécsi Építők, și în prezent evoluează în Nemzeti Bajnokság I, prima ligă a fotbalului maghiar. 

## Istoric denumiri
- 190?: Pécs   (Pécsi Athlétikai Club)
- 1950: Pécs   (Pécsi Dózsa Sport Club)
- 1956: Pécs   (Pécs Baranya)
- 1957: Pécs   (Pécsi Dózsa Sport Club)
- 1973: Pécs   (Pécsi Munkás Sport Club) amalgamation with Pécsi Bányász SC, Pécsi Ércbányász SC, Pécsi Helyiipar SK și Pécsi Építők
- 1995: Pécs   (Pécsi Mecsek Futball Club)

## Palmares
- Nemzeti Bajnokság I:
  - Vice-campioană (1): 1985-86
  - Locul 3 (1): 1990-91

- A doua Ligă a Ungariei:
  - Câștigătoare (4): 1958-59, 1976–77, 2002–03, 2010–11

- Cupa Ungariei:
  - Câștigătoare (1): 1990
  - Finalistă (2): 1978, 1987

## Lotul actual
La 2 martie 2014.
| Nr. |         | Poziție | Jucător                             |
| --- | ------- | ------- | ----------------------------------- |
| 1   | Ungaria | P       | Gergő Gőcze                         |
| 2   | Ungaria | F       | Péter Beke                          |
| 3   | Ungaria | F       | Bence Deutsch (on loan from MTK)    |
| 4   | Ungaria | F       | József Nagy                         |
| 5   | Ungaria | F       | Ferenc Fodor                        |
| 6   | Ungaria | F       | Béla Balogh                         |
| 7   | Ungaria | M       | Dávid Wittrédi                      |
| 8   | Ungaria | M       | Dávid Márkvárt                      |
| 9   | Ungaria | A       | Krisztián Koller                    |
| 10  | Ungaria | A       | Roland Frőhlich                     |
| 11  | Serbia  | A       | Milan Perić (on loan from Videoton) |

| Nr. |         | Poziție | Jucător                                |
| --- | ------- | ------- | -------------------------------------- |
| 13  | Serbia  | M       | Đorđe Jočić                            |
| 17  | Ungaria | M       | Adrián Horváth                         |
| 18  | Ungaria | F       | Levente Lantos                         |
| 20  | Ungaria | A       | Viktor Városi                          |
| 21  | Croația | F       | Danijel Romić                          |
| 22  | Ungaria | F       | Dávid Mohl                             |
| 25  | Ungaria | M       | Ferenc Rácz (on loan from MTK)         |
| 27  | Ungaria | M       | Róbert Kővári                          |
| 31  | Ungaria | P       | Bence Steer                            |
| 32  | Ungaria | M       | Lóránd Szatmári                        |
| 60  | Ungaria | A       | Péter Pölöskey (on loan from Debrecen) |

## Antrenori
| - István Orczifalvy (1955–56) - Dr. Géza Kalocsay (1956) - Béla Volentik (1957–58) - Mihály Czibulka (1958–61) - Lipót Kállay (1961–63) - Sándor II. Balogh (1963–64) - István Orczifalvy (1964–66) - Gyula Teleki (1966–68) - Imre Kovács (1968–70) - Sándor Kapocsi (1970) - Mihály Czibulka (1970–71) - Kálmán Preiner (1971–72) - Mihály Czibulka (1973) - János Dunai (1973–??) | - István Rónai (1983–85) - József Garami (1985–92) - Nándor Koller (1992–93) - Antal Róth (1993–94) - László Eich - Pál Dárdai Sr. (199?–96) - Imre Herke (1996) - József Gelei (1996–97) - László Kiss (1997) - Róbert Glázer (1997–98) - Gábor Réfi (1998) - Gyula Bozai (1999–00) - Gábor Szapor (2000) - Árpád Toma (2000) | - Antal Róth (2001–02) - Tamás Nagy (1 iulie 2003 – 24 aprilie 2005) - Ferenc Keszei (10 iunie 2005 – 22 mai 2007) - Károly Kis (15 iunie 2007–Sept 18, 2007) - Tamás Nagy (Sept 20, 2007–Aug 25, 2008) - Antal Róth (Aug 26, 2008–4 mai 2009) - Antal Botos (5 mai 2009–Nov 2, 2009) - Péter Várhidi (Nov 18, 2009–13 iunie 2010) - László Kiss (15 iunie 2010 – 14 martie 2011) - Ferenc Mészáros (15 martie 2011 – 2 aprilie 2012) - Olivér Mink (4 aprilie 2012 – 1 iunie 2012) - Attila Supka (1 iulie 2012–Jan 5, 2013) - Emil Lőrincz și Gábor Márton (Jan 5, 2013–) |

## Evoluții în Europa

### Cupa Cupelor UEFA
| Sezon   | Competiția        | Runda   | Țara   | Adversar          | Acasă | Deplasare | Scor general |
| ------- | ----------------- | ------- | ------ | ----------------- | ----- | --------- | ------------ |
| 1990-91 | Cupa Cupelor UEFA | Runda 1 | Anglia | Manchester United | 0-2   | 0-1       | 0-3          |

### Cupa UEFA Intertoto
| Sezon   | Competiția          | Runda              | Țara                                       | Adversar            | Acasă | Deplasare | Scor general |
| ------- | ------------------- | ------------------ | ------------------------------------------ | ------------------- | ----- | --------- | ------------ |
| 1962–63 | Cupa UEFA Intertoto | Grupa 8            | Țările de Jos                              | Blauw-Wit Amsterdam | 5-2   | 0-0       |              |
|         |                     | Grupa 8            | Republica Socialistă Federativă Iugoslavia | FK Velež Mostar     | 4-1   | 2-1       |              |
|         |                     | Grupa 8            | Germania de Vest                           | VfV Hildesheim      | 5-3   | 1-0       |              |
|         |                     | Sferturi de finală | Republica Socialistă Federativă Iugoslavia | NK Rijeka           | 2-1   | 2-2       | 4-3          |
|         |                     | Semifinale         | Italia                                     | Calcio Padova       | 0-3   | 3-4       | 3-7          |
| 1988    | Cupa UEFA Intertoto | Grupa 9            | Elveția                                    | Grasshopper FC      | 0-1   | 0-1       |              |
|         |                     | Grupa 9            | Polonia                                    | Pogoń Szczecin      | 3-1   | 0-0       |              |
|         |                     | Grupa 9            | Suedia                                     | Östers IF           | 2-0   | 1-3       |              |

### Cupa UEFA
| Sezon   | Competiția            | Runda   | Țara          | Adversar                 | Acasă    | Deplasare | Scor general |
| ------- | --------------------- | ------- | ------------- | ------------------------ | -------- | --------- | ------------ |
| 1970-71 | Cupa Orașelor Târguri | Runda 1 | România       | FC Universitatea Craiova | 3-0      | 1-2       | 4-2          |
|         |                       | Runda 2 | Anglia        | Newcastle United         | 2-0(aet) | 0-2       | 2-2(p)       |
|         |                       | Runda 3 | Italia        | Juventus FC              | 0-2      | 0-1       | 0-3          |
| 1986-87 | Cupa UEFA             | Runda 1 | Țările de Jos | Feyenoord Rotterdam      | 1-0      | 0-2       | 1-2          |
| 1991-92 | Cupa UEFA             | Runda 1 | Germania      | VfB Stuttgart            | 2-2      | 1-4       | 3-6          |